# Răchițaua, Hunedoara
Răchițaua este un sat în comuna Bătrâna din județul Hunedoara, Transilvania, România.

## Componență
- Bătrâna, 86 de locuitori;
- Fața Roșie, 22 de locuitori;
- Piatra, 9 locuitori;
- Răchițaua, 10 locuitori.

## Obiective turistice
- Codrii seculari pe Valea Dobrișoarei și Prisloapei (rezervație naturală, 139,3 ha).